# Henri Queuille
Henri Queuille (Neuvic d'Ussel, 31 marzo 1884 – Parigi, 15 giugno 1970) è stato un politico francese.

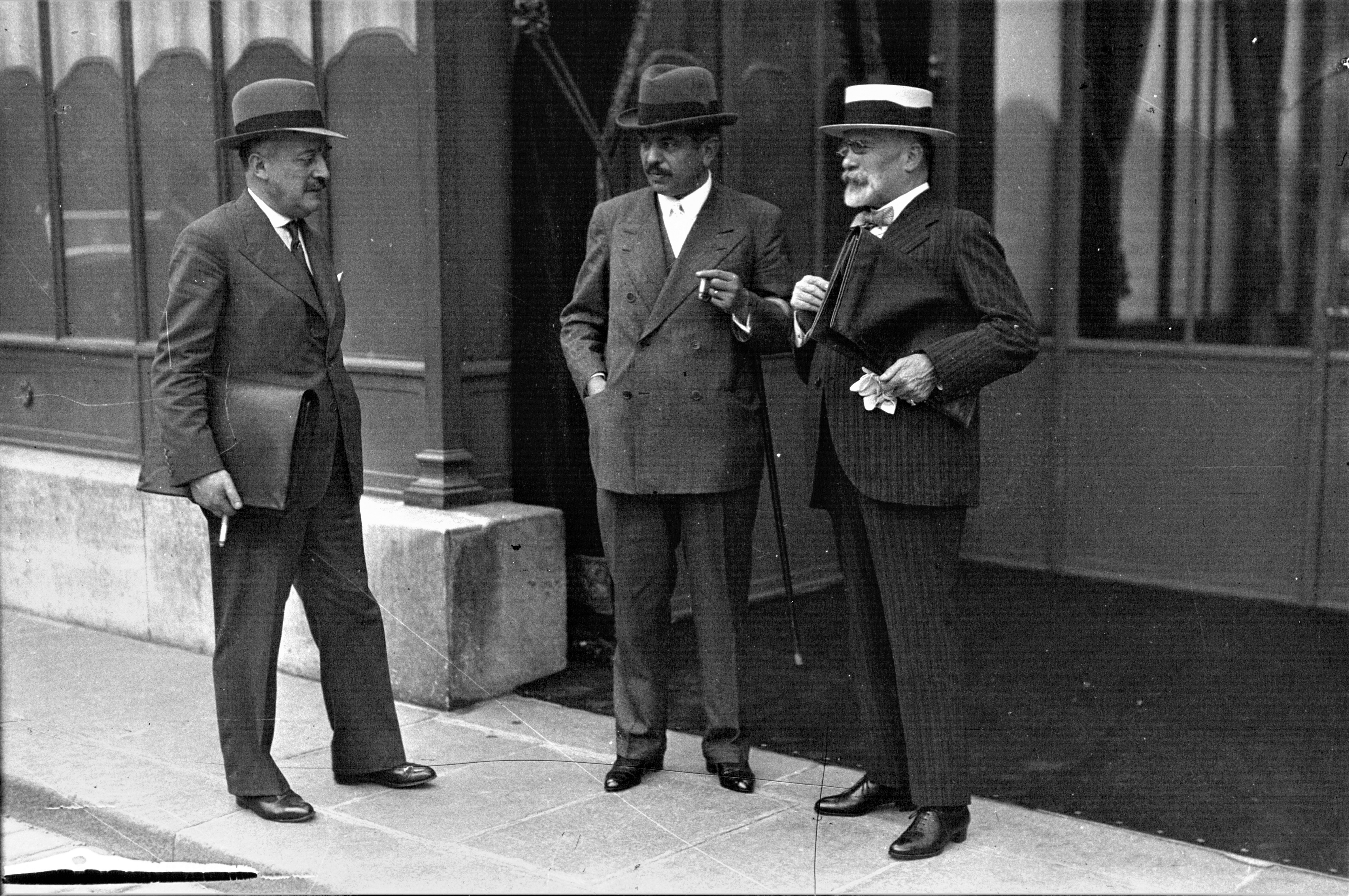
Queuille con Laval e Barthou nel 1934

Fu tre volte Presidente del Consiglio della Francia formando tre Governi: il primo dall'11 settembre 1948 al 28 ottobre 1949, il secondo dal 2 luglio al 12 luglio 1950 ed il terzo dal 10 marzo all'11 agosto 1951.